# Brzozowa (Steblów)
Brzozowa – przysiółek wsi Steblów w Polsce, położony w województwie opolskim, w powiecie kędzierzyńsko-kozielskim, w gminie Cisek.
W latach 1975–1998 przysiółek należał administracyjnie do województwa opolskiego.